# Gerhard Pfohl
Gerhard Alois Pfohl (* 16. Februar 1929 in Böhmisch Eisenstein, Tschechoslowakei; † 29. Juni 2016 in Nürnberg) war ein deutscher Klassischer Philologe, Epigraphiker und Medizinhistoriker.

## Leben und Wirken
Pfohl wurde als Sohn des Kaufmanns Alois Pfohl und seiner Gattin Elisabeth geboren. Seine Familie wurde nach dem Zweiten Weltkrieg aus der Tschechoslowakei vertrieben und lebte ab 1946 in Regen im Bayerischen Wald. 
Nach der Reifeprüfung am Benediktinerstift Metten 1948 studierte Pfohl Klassische Philologie an der Philosophisch-Theologischen Hochschule Regensburg. 1949 wechselte er an die Universität Erlangen, wo ihn Alois Gotsmich, Friedrich Stroh und Otto Seel prägten. Nach der Lehramtsprüfung in den Fächern Griechisch, Latein und Deutsch im Sommer 1952 arbeitete Pfohl ab dem 24. November 1952 am Gymnasium Fridericianum in Erlangen. Im Herbst 1953 wurde er an das Neue Gymnasium zu Nürnberg versetzt. Am 19. Dezember 1953 wurde er an der Universität Erlangen zum Dr. phil. promoviert. 1956 ging Pfohl die Ehe mit Alma Linder ein, aus der drei Kinder hervorgingen.
Neben der Tätigkeit im Gymnasialdienst führte Pfohl auch seine Forschungstätigkeit fort. Er verfasste zahlreiche Beiträge für den Anzeiger für die Altertumswissenschaft, der an der Universität Innsbruck redigiert wurde. An dieser Universität habilitierte sich Pfohl auch 1967 für das Fach „Griechische Epigraphik im Rahmen der Klassischen Philologie“ als a.o. Universitätsprofessor der Universität Innsbruck.
Von 1965 bis 1976 wirkte Pfohl als Lehrbeauftragter an der Universität Erlangen, wo er medizinhistorische und epigraphische Übungen abhielt. 1973 wurde er zum außerplanmäßigen Professor ernannt, 1974 zum titularen außerordentlichen Professor. Zum 15. Juli 1977 wurde er Professor und Institutsdirektor für Medizingeschichte und Medizinsoziologie an der Medizinischen Fakultät der Technischen Universität München. Pfohl ging 1994 in Ruhestand und lebte in Nürnberg.
Gerhard Pfohl engagierte sich für zahlreiche Sozialprojekte im Heiligen Land. 1974 wurde er von Kardinal-Großmeister Maximilien Kardinal de Fuerstenberg zum Ritter des Ritterordens vom Heiligen Grab zu Jerusalem ernannt und am 4. Mai 1974 in Düsseldorf durch den Kardinal Lorenz Jaeger, Großprior der deutschen Statthalterei, investiert. Zuletzt war er Großoffizier des Päpstlichen Ritterordens (Orden vom Heiligen Grab zu Jerusalem). Pfohl war zudem Mitglied des Malteserordens.

## Ehrungen
- 1968: Kardinal-Innitzer-Preis
- 1974: Ritter des Ritterordens vom Heiligen Grab zu Jerusalem (Rangerhöhungen Offizier, Großoffizier)
- 1980: Verdienstkreuz am Bande des Verdienstordens der Bundesrepublik Deutschland
- 1980: Komturkreuz des Päpstlichen Gregoriusorden
- 1982: Goldenes Ehrenzeichen des Bayerischen Philologenverband
- Ritter des Malteserordens
- ordentliches Mitglied der Sudetendeutschen Akademie der Wissenschaften
- 1994: Ehrenzeichen der Deutschen Ärzteschaft[2]
- Goldenes Ehrenzeichen des Bayerischen Philologenverbandes
- 1996: Verdienstkreuz 1. Klasse des Verdienstordens der Bundesrepublik Deutschland

## Schriften (Auswahl)
- Untersuchungen über die attischen Grabinschriften. Erlangen 1953, (Erlangen, Universität, Dissertation, 1953).
- Geschichte und Epigramm. Ein kleines Quellenlesebuch griechischer Inschriften zum Studium der Geschichte und der Literatur (= Der altsprachliche Unterricht. Arbeitshefte zu seiner wissenschaftlichen Begründung und praktischen Gestalt. Band 8, Nr. 2, Beilage) Klett, Stuttgart 1965 (= Der altsprachliche Unterricht. Arbeitshilfen Griechisch. Band 8).
- Bibliographie der griechischen Vers-Inschriften. Olms, Hildesheim 1964.
- als Herausgeber: Griechische Inschriften als Zeugnisse des privaten und öffentlichen Lebens. Griechisch–Deutsch. Heimeran, München 1966.
- Poetische Kleinkunst auf altgriechischen Denkmälern. Ausgesuchte Inschriften mit Übersetzungen und Erläuterungen. Heimeran, München 1967.
- als Herausgeber: Das Alphabet. Entstehung und Entwicklung der griechischen Schrift (= Wege der Forschung. 88). Wissenschaftliche Buchgesellschaft, Darmstadt 1968.
- Elemente der griechischen Epigraphik (= Reihe Libelli. 194, ZDB-ID 846543-5). Überprüfte und ergänzte Sonderausgabe, reprografischer Nachdruck. Wissenschaftliche Buchgesellschaft, Darmstadt 1968.
- als Herausgeber: Das Epigramm. Zur Geschichte einer inschriftlichen und literarischen Gattung (= Wege der Forschung. 88). Wissenschaftliche Buchgesellschaft, Darmstadt 1969.
- als Herausgeber: Die griechische Elegie. Wissenschaftliche Buchgesellschaft, Darmstadt 1972, ISBN 3-534-03858-4.
- Inschriften der Griechen. Epigraphische Quellen zur Geschichte der antiken Medizin. Wissenschaftliche Buchgesellschaft, Darmstadt 1977, ISBN 3-534-06326-0.
- als Herausgeber: Das Studium der griechischen Epigraphik. Eine Einführung. Wissenschaftliche Buchgesellschaft, Darmstadt 1977, ISBN 3-534-04340-5.
- Humanitas hippocratica. In: Zeitschrift für Allgemeinmedizin. Bd. 59, Nr. 35/36, S. 1943–1954 (Sonderdruck: Hippokrates-Verlag, Stuttgart 1983).
- Medizin und Geschichte. Gedanken anläßlich eines Krankenhausjubiläums. Schattauer, Stuttgart u. a. 1984, ISBN 3-7945-1024-0.
- Medicina perennis. Philosophie der Medizin und Medizin der Philosophie. ecomed, Landsberg/Lech 1994, ISBN 3-609-63410-3.